# Liste der Biografien/Werh
Liste der Biografien |
Portal Biografien |
Personensuche
# |
A |
B |
C |
D |
E |
F |
G |
H |
I |
J |
K |
L |
M |
N |
O |
P |
Q |
R |
S |
T |
U |
V |
W |
X |
Y |
Z |
?
 
Wa |
Wc |
Wd |
We |
Wh |
Wi |
Wj |
Wl |
Wn |
Wo |
Wr |
Ws |
Wt |
Wu |
Ww |
Wy |
Wz
 
Wea |
Web |
Wec |
Wed |
Wee |
Wef |
Weg |
Weh |
Wei |
Wej |
Wek |
Wel |
Wem |
Wen |
Weo |
Wep |
Wer |
Wes |
Wet |
Weu |
Wev |
Wew |
Wex |
Wey |
Wez
 
Wera |
Werb |
Werc |
Werd |
Were |
Werf |
Werg |
Werh |
Weri |
Werj |
Werk |
Werl |
Werm |
Wern |
Wero |
Werp |
Werr |
Wers |
Wert |
Weru |
Werv |
Werw |
Wery |
Werz
Die Liste der Biografien führt alle Personen auf, die in der deutschsprachigen Wikipedia einen Artikel haben. Dieses ist eine Teilliste mit 15 Einträgen von Personen, deren Namen mit den Buchstaben „Werh“ beginnt.

## Werh

### Werha
- Werhahn, Agnes (* 1957), deutsche Voltigierausbilderin und Longenführerin
- Werhahn, Heinz Martin (1921–2000), deutscher Paläograf, Historiker und Bibliothekar
- Werhahn, Hermann Josef (1923–2016), deutscher Kaufmann und Unternehmer
- Werhahn, Libet (1928–2019), deutsche Frau, Tochter von Konrad Adenauer
- Werhahn, Peter (1842–1922), deutscher Bankier und Unternehmer
- Werhahn, Peter H. (1913–1996), deutscher Unternehmer
- Werhahn, Peter Wilhelm (1802–1871), deutscher Holzhändler und Sägereibesitzer
- Werhahn, Wilhelm (1880–1964), deutscher Bankier und Unternehmer
- Werhahn, Wilhelm (* 1939), deutscher Unternehmer
- Werhahn, Wilhelm Cornelius (1891–1945), deutscher Unternehmer
- Werhand, Klaus Rudolf (1938–2009), deutscher Kunstschmied und Metall-Bildhauer
- Werhand, Martin (* 1968), deutscher Verleger und Herausgeber

### Werhe
- Werheit, Helmut (1934–2025), deutscher Physiker und Hochschullehrer
- Werheles, Witalij (* 1989), ukrainischer Kanute

### Werhu
- Werhun, Petro (1890–1957), ukrainischer Priester, Seliger